# Miguel V, o Calafate
Miguel V, o Calafate, (em grego: Μιχαήλ Ε΄ Καλαφάτης, Mikhaēl IV Kalaphatēs), (1015 – 24 de agosto de 1042), foi imperador bizantino durante 4 meses entre 1041 e 1042. Sucessor de Miguel IV, o Paflagônio, era seu sobrinho e filho adoptivo de sua mulher Zoé Porfirogênita.
Miguel V era filho de Estêvão e de Maria, irmã do imperador Miguel IV. O seu pai fora calafate (e daí o cognome do filho) antes de se tornar almirante de Miguel IV e de fracassar numa expedição à Sicília. Embora o imperador preferisse outro dos seus sobrinhos, o futuro Miguel V teve no seu tio João, o Eunuco e na imperatriz Zoé dois fortes apoiantes na elevação a herdeiro do trono. Pouco antes da sua morte, Miguel IV concedeu ao sobrinho o título de kaisar (césar), e, juntamente com Zoé, adoptou o sobrinho. Miguel V sucedeu-lhe no trono em 10 de dezembro de 1041.
Decidido a governar sozinho, Miguel V entrou em conflito com o seu tio João, o Eunuco, que foi imediatamente banido para um mosteiro. Miguel revogou as medidas tomadas pelo seu tio e absolveu os nobres e os cortesãos que tinham sido exilados durante o reinado anterior, incluindo o futuro patriarca Miguel Cerulário e o general Jorge Maniaces. Maniaces foi rapidamente despachado para o sul de Itália para conter o avanço dos normandos.
Na noite de 18 para 19 de abril de 1042, Miguel V desterrou a sua mãe adoptiva e co-imperatriz Zoé, tornando-se o único imperador. O anúncio deste facto despoletou uma revolta popular; o palácio imperial foi cercado pela multidão que exigia a restauração de Zoé. A exigência foi satisfeita, e a Zoé juntou-se Teodora, sua meia-irmã, como co-imperatriz. Em 20 de abril de 1042, Teodora depôs o imperador, que se refugiou no mosteiro de Estúdio. Embora se tivesse tornado monge, Miguel V foi cegado e castrado, tendo morrido em 24 de agosto de 1042. Além dos maus tratos a Zoé, a impopularidade de Miguel V também se deveu às suas tentativas de reforma da administração, às quais se opunham fortemente às classes dominantes, enquanto que as classes mais baixas o consideravam um usurpador.